# Mythe de la création du monde malinké
 (décembre 2018).
Si vous disposez d'ouvrages ou d'articles de référence ou si vous connaissez des sites web de qualité traitant du thème abordé ici, merci de compléter l'article en donnant les références utiles à sa vérifiabilité et en les liant à la section « Notes et références ».
 (décembre 2018).
Le mythe de la création du monde malinké est un récit originel diffusé dans la région du Mandé, en Afrique de l'Ouest, chez des peuples comme les Malinkés. Il met en scène un dieu créateur (Mangala, Mankala ou Maan Gala) et plusieurs paires de jumeaux ou de jumelles dont les principaux sont Pemba et Fâro. Il existe plusieurs variantes de ce récit.

## Mythe de la faute de Pemba et de l'arche de Fâro
Le mythe narre qu'au début du monde seul existe le Dieu créateur : Mangala. Mangala essaie de fabriquer une graine d'arbre balaza (Faidherbia albida), mais il échoue. Il confectionne alors deux graines de plantes herbacées, des eleusines de différentes espèces. Au Niger, dans le département de Kéita, ces graines sont appelées "l'œuf du monde en deux parties jumelles appelées à procréer". Mangala fabrique alors trois autres paires de graines et chacune devient un des quatre éléments, une des quatre directions, qui forment les coins de la structure du monde à venir. Puis ils se transforment sous la forme d'une graine d'hibiscus. Les deux paires de graines, qui sont conçues comme étant de sexes opposés, sont appelées « l'œuf du monde » ou « le placenta du monde ». L'œuf renferme une paire supplémentaire de jumeaux, l'un mâle et l'autre femelle, qui sont les archétypes des peuples.
Parmi les jumeaux se trouve Pemba. Mû par un désir de conquête, celui-ci quitte l'œuf précocement en déchirant un morceau de son placenta. Pemba tombe dans l'espace et c'est son placenta déchiré qui devient la terre. Comme il a quitté l'œuf prématurément, la terre formée par son placenta demeure aride et stérile et elle ne lui est d'aucune utilité. Pemba tente alors de regagner l'œuf pour y rejoindre son frère et retrouver sa place dans le reste du placenta. Mais il ne parvient pas à le retrouver, car, pendant ce temps, Mangala a transformé ce qui restait du placenta: il en a fait le soleil. Pemba dérobe alors des graines mâles dans la clavicule de Mangala. Il les emporte jusqu'à sa terre aride et les y plante. Une seule graine parvient à germer dans le sol sec : une graine d'eleusine mâle qui se développe dans le sang du placenta. Mais comme Pemba a obtenu la graine par un vol et qu'il l'a plantée dans son propre placenta, la terre aux alentours devient impure et la graine d'eleusine prend une couleur rouge.
L'autre jumeau mâle qui se trouvait dans l'œuf avait pour nom Fâro. Il avait pris la forme d'un poisson. Fâro est alors sacrifié pour racheter les fautes de son frère Pemba et purifier la terre. Fâro est coupé en soixante morceaux qui tombent sur la terre et se métamorphosent en arbres. Cela fait, Mangala ressuscite Fâro en lui conférant à présent la forme d'un homme. Il l'envoie sur la terre dans une arche fabriquée à partir de son placenta. Fâro est accompagné par quatre paires de jumeaux et quatre paires de jumelles, tous fabriqués également à partir de son placenta. Ces jumeaux et jumelles deviennent les premiers ancêtres de l'humanité. L'arche contient aussi des animaux et des plantes, et elle transporte aussi la force vitale mâle et la force vitale femelle. L'arche est suivie par Sourakata, qui transporte le tout premier tambour fabriqué avec le crâne de Fâro et sur lequel il joue pour faire venir la pluie. Mais la pluie ne vient pas. Arrive alors sur terre le forgeron primordial, qui frappe un rocher avec son marteau: la pluie commence alors enfin à tomber.
Fâro crée alors le monde tel que l'humanité le connaît par la suite. Il utilise pour cela les descendants des graines originelles de Mangala. Il provoque un déluge pour laver la graine impure de son frère Pemba. Au cours de ce déluge, seuls les bons sont sauvés, transportés par l'arche de Fâro,.

## Mythe de l'origine du fleuve Niger
Au début du monde, il existe seulement l'œuf primordial du dieu suprême, Mankala. Cet œuf contient deux mâles : Pemba, qui crée la terre en tourbillonnant, et Faro, qui a la forme du poisson silure et s'attribue le ciel et les eaux. Tous deux sont à l'origine du peuplement de la région du haut Niger. Faro est identifié au cours du fleuve Niger: on situe sa tête dans le Débo, son bras droit dans le Bani et son corps est formé par le fleuve lui-même.
Faro aurait parcouru le fleuve sur toute sa longueur en y laissant sa semence pour marquer l'étendue du Mandingue jusqu'à Akka. Au terme de son voyage, il aurait étalé le fleuve comme une natte, nom qui se dit debe dans les langues mandingues et qui est employé pour expliquer l'origine du nom du lac Débo.